# 半人馬座流星雨
半人馬座流星雨是南半球夏季觀測流星的高峰，出現在每年的1月底至2月中旬，極大期落在2月8日。在過去的紀錄裡有許多非常明亮，甚至可以成為火球（亮度至少是-3等）的流星，通常都留有持久不散的尾跡。
從少數可信賴的報告中分析，最近觀測到在高峰期的ZHR值也只有5甚至更低。但是在1974至1980年間，在數小時的活躍期間，觀測到的數值則在20至30之間。
和許多南半球其它的來源一樣，我們現在的問題比能答覆的更多。因此每個觀測機會，和獲得的影像或目視的記錄都是迫切需要的。輻射點靠近半人馬座的α星，位於赤經211°，赤緯-59°。對居住在南半球適居的亞熱帶地區觀測者而言，輻射點在拱極星區域內，並且在夜晚也會在適合觀測的高度上。